# Halme eburneocincta
Halme eburneocincta là một loài bọ cánh cứng trong họ Cerambycidae.